# Le Cid (opéra)
Versions successives
Personnages
- Rodrigue, chevalier (ténor)
- Don Diègue, son père (basse)
- Chimène (soprano dramatique)
- Don Gomès, comte de Gormas, son père (basse chantante)
- Le Roi (baryton)
- L'Infante (soprano)

Airs
- Air « Ô noble lame étincelante » de Rodrigue - Acte I
- Air « Pleurez ! pleurez mes yeux… » de Chimène - Acte III
- Air « Ô souverain, ô juge, ô père ! » de Rodrigue - Acte III

Pour les articles homonymes, voir Le Cid.
Le Cid est un opéra français en quatre actes et dix tableaux de Jules Massenet, livret d'Adolphe d'Ennery, de Louis Gallet et d'Édouard Blau d'après la pièce homonyme de Pierre Corneille, et Las Mocedades del Cid de Guillén de Castro. Il est créé le 30 novembre 1885 à l'Opéra de Paris.

## Personnages
| Rôle                                                                                          | Voix                                        | Création, 30 novembre 1885, (chef d'orchestre : Ernest Altès) |
| --------------------------------------------------------------------------------------------- | ------------------------------------------- | ------------------------------------------------------------- |
| Rodrigue                                                                                      | premier ténor                               | Jean de Reszke                                                |
| Don Diègue, son père                                                                          | première basse                              | Édouard de Reszke                                             |
| Chimène, noble espagnole                                                                      | soprano dramatique                          | Fidès Devriès                                                 |
| Le comte de Gormas, son père                                                                  | première basse chantante ou premier baryton | Pol Plançon                                                   |
| Don Arias                                                                                     | ténor                                       | Girard                                                        |
| Don Alonzo                                                                                    | basse                                       | Sentein                                                       |
| Le Roi                                                                                        | premier baryton ou première basse chantante | Léon Melchissédec                                             |
| L'Infante                                                                                     | soprano                                     | Bosman                                                        |
| L'Envoyé maure                                                                                | baryton ou basse chantante                  | Balleroy                                                      |
| Saint Jacques                                                                                 | baryton                                     | Lambert                                                       |
| Chœurs : seigneurs, dames de la cour, évêques, prêtres, moines, capitaines et soldats, peuple |                                             |                                                               |

## Résumé
L'action se déroule en Espagne, au XIe siècle. Le livret suit de près l'œuvre de Corneille. L'acte I est précédé d'une ouverture.

### Acte I

#### Tableau I
À Burgos, une salle chez le comte de Gormas.

Au fond, grande fenêtre avec balcon donnant sur une rue dont les maisons sont pavoisées. Fanfares au lointain.

On apprend que le Roi va armer chevalier Rodrigue malgré la jeunesse de ce dernier. Le Comte souhaiterait être nommé gouverneur de l'Infant par le Roi. Il trouve que Rodrigue est un amant digne du choix de sa fille, Chimène. L'Infante vient avouer à celle-ci qu'elle aime Rodrigue, mais qu'elle n'a pas le droit d'aimer un simple chevalier et que Rodrigue sera l'amant et l'époux de Chimène.

#### Tableau II
Une galerie du palais du roi conduisant à l'une des entrées de la cathédrale de Burgos

À travers la colonnade, une rue de la ville de Burgos. Ciel clair. Les cloches sonnent. Actions de grâce du peuple.

Le Roi rend au Seigneur l'église qui était profanée par les Maures qu'on a vaincus. Il récompense Rodrigue en l'armant chevalier  (Ô noble lame étincelante), et celui-ci voue sa foi à saint Jacques de Compostelle. Le roi nomme Don Diègue gouverneur de l'Infant, et le Comte y voit une injure suprême. Don Diègue lui tend la main et propose d'unir son fils à Chimène, mais après des insultes, le Comte le soufflète et le désarme. Après avoir pleuré la trahison de sa force et sa vieillesse ennemie, Don Diègue confie le soin de venger son honneur à son fils, qui déplore la cruauté du sort et la perte de son bonheur lorsqu'il apprend que l'offenseur est le père de sa bien-aimée.

### Acte II

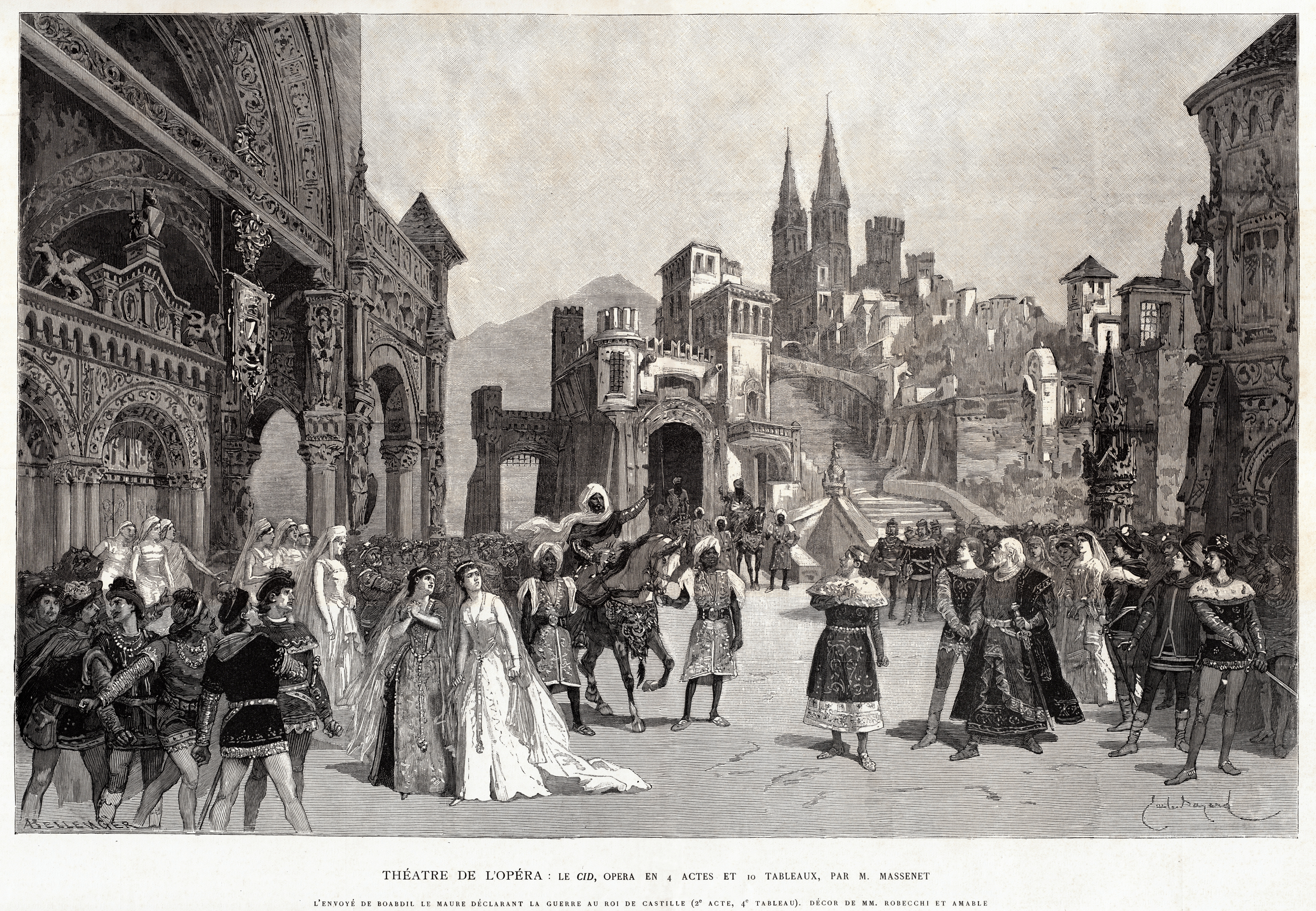
L'envoyé de Boabdil le Maure déclarant la guerre au roi de Castille (acte II, tableau IV)

#### Tableau III
Une rue à Burgos.

La nuit. Peu de lune. À droite, le palais du Comte.
Rodrigue songe d'abord à se laisser tuer par le Comte plutôt que de le tuer, pour ne pas s'attirer la haine et la colère de Chimène en se vengeant et le mépris de celle-ci en ne se vengeant pas. Il en arrive toutefois à la conclusion qu'il doit plus à son père qu'à sa maîtresse et qu'il doit obtenir vengeance. Dans le duel qui suit, il tue le Comte. Chimène se précipite dehors pour connaître le meurtrier et tombe évanouie quand elle en apprend l'identité.

#### Tableau IV
La grande place de Burgos.

À gauche, le palais du Roi. Journée de printemps. Danses populaires. Foule. Tableau très animé dès le lever du rideau.

L'Infante fait l'aumône sur la grande place, puis suivent des danses : castillane, andalouse, aragonaise, aubade, catalane, madrilène, navarraise. Chimène accourt devant le Roi pour réclamer justice contre Rodrigue et ne veut ni pitié ni pardon pour ce dernier. Don Diègue dit au Roi que son fils n'a fait que le venger et lui propose de s'en prendre plutôt à lui. L'Infante sent renaître l'espoir d'un bonheur auquel elle avait renoncé. Un envoyé maure se présente devant le Roi pour lui déclarer la guerre au nom de son maître, Boabdil. Le Roi reproche à Rodrigue de lui avoir fait perdre son plus vaillant capitaine, Don Diègue propose que son fils remplace le Comte aux combats, et Rodrigue demande au Roi de vivre un jour de plus, le temps d'être vainqueur. Le Roi y consent. À Chimène, qui réclame encore justice, il répond qu'il a la vie de Rodrigue en gage et qu'il statuera plus tard.

### Acte III

#### Tableau V
La chambre de Chimène.

La nuit. Une lampe brûle sur la table. Au fond, on aperçoit les jardins éclairés par la lune.

Chimène se laisse aller à sa douleur (Pleurez ! pleurez mes yeux…). Rodrigue paraît, non pour lui reprocher l'accomplissement de son devoir, mais la revoir, lui étant reconnaissant de l'avoir aimé. Il se plaint de devoir courir à la gloire en emportant la haine de Chimène, qui lui répond qu'elle ne le hait point, qu'elle a demandé sa vie tout en craignant de l'obtenir. Quand il lui fait ses adieux pour aller mourir aux combats, elle l'incite plutôt à se couvrir de tant d'exploits qu'il soit moins coupable d'oublier le passé que de se le rappeler. Elle s'enfuit, honteuse d'avoir laissé un espoir de pardon au meurtrier de son père.

#### Tableau VI
Le camp de Rodrigue.

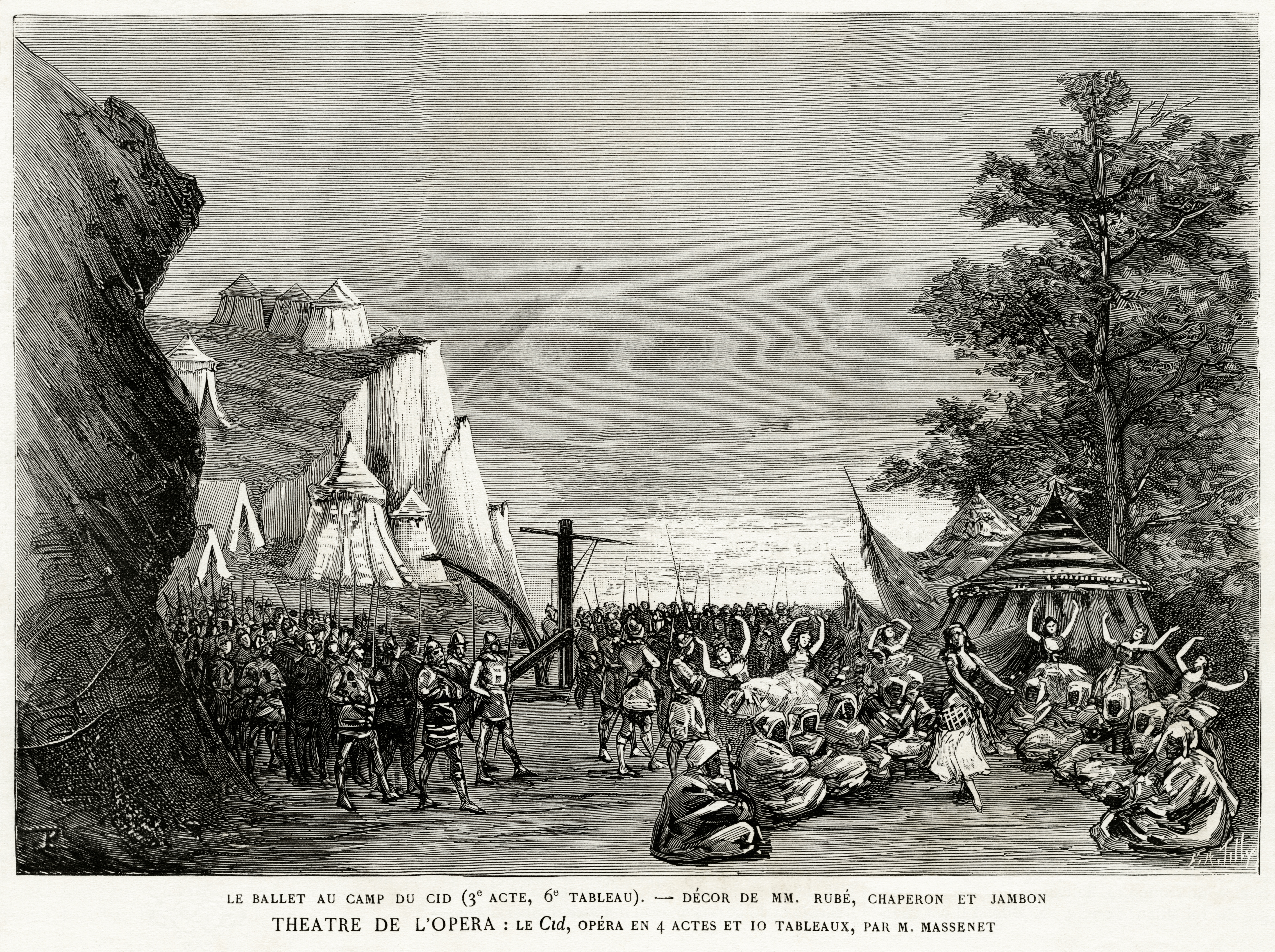
Le ballet au camp de Rodrigue (acte III, tableau VI)

À l'horizon : la mer. C'est le soir. Des capitaines et des soldats navarrais et castillans boivent et chantent. À gauche sont accroupis des prisonniers, des prisonnières et des musiciens maures. Désordre très pittoresque.

Après une chanson à boire des soldats, on entend une rhapsodie mauresque. Devant l'importance des troupes ennemies, une partie des soldats veut fuir et déserte.

#### Tableau VII
La tente de Rodrigue.

Rodrigue remet son âme entre les mains du Seigneur avant le prochain combat (Ô souverain, ô juge, ô père). L'image de saint Jacques apparaît sur le fond de la tente et annonce à Rodrigue qu'il sera vainqueur. La tente s'engouffre et disparaît sous la foudre et le tonnerre.

#### Tableau VIII
Le camp. La bataille.

Lever du jour. Les soldats accourent par groupes. Les fanfares se rapprochent.

L'armée part combattre, encouragée par Rodrigue, qui leur prédit la victoire.

### Acte IV

#### Tableau IX
Une salle dans le palais du Roi à Grenade (Espagne).

Les déserteurs disent à Don Diègue que Rodrigue est mort au combat, et il les chasse en les traitant de lâches. Il est plus heureux de savoir son fils mort dans l'honneur que malheureux de l'avoir perdu. Lorsque l'Infante et Chimène apprennent la nouvelle, tous trois pleurent Rodrigue. Chimène avoue aux deux autres qu'elle l'aimait encore et est heureuse de songer qu'en mourant, il se savait aimé par elle. Après avoir entendu des fanfares au loin et des acclamations dans la ville, elle comprend que Rodrigue vit encore.   

#### Tableau X
La grande cour du palais des Rois, à Grenade.

À droite, vaste porte du palais précédée d'escaliers. Perspective éblouissante jusqu'au fond de la scène. À gauche, figuier gigantesque jetant de l'ombre sur les dalles de marbre. Ciel bleu intense. Grand mouvement dans la foule.

La foule salue celui que les rois maures ont acclamé leur Cid et choisi pour seigneur, Rodrigue, le vainqueur. Lorsque le Roi lui offre de le récompenser, Rodrigue répond que seule Chimène peut le faire. Comme elle n'arrive pas, dit-il, à accorder son pardon ou à dicter sa mort, il veut se faire justice, tire son arme pour se tuer et, devant la réaction de Chimène, est heureux de mourir après avoir vu la rigueur de celle-ci désarmée. Elle l'arrête par sa décision et sa déclaration d'amour, et l'opéra se termine par des réjouissances.

## L'œuvre

### Composition
Immédiatement après Manon, Massenet demande à son éditeur, Hartmann, de lui trouver un nouveau sujet et reçoit de lui le manuscrit du Cid, opéra en cinq actes de Louis Gallet de d'Édouard Blatt [sic]. Il apprend le poème par cœur pour pouvoir y travailler en tout temps et en tout lieu. Avec la permission de d'Ennery, il intercale à l'acte II du Cid une situation trouvée dans l'acte V d'un livret de ce dramaturge : la scène où Chimène découvre que son amant est le meurtrier de son père. Pour le début du ballet de l'acte II (tableau IV), il utilise un air de danse qu'il a entendu et noté lors des fêtes d'un mariage en Espagne. Quelques jours plus tard, l'apparition de Jésus à saint Julien l'Hospitalier trouvée dans le romancero de Guilhem de Castro lui inspire l'épisode où saint Jacques apparaît à Rodrigue pour le consoler (acte III, tableau VII). Il compose Le Cid en août et septembre 1884 et procède à son orchestration en même temps qu'il compose Werther en 1885. Il utilise à l'acte IV les notes étranges des trompettes autrichiennes qu'il a entendues lors de la fermeture du port de Venise en octobre 1865. Les répétitions du Cid débutent en septembre 1885.

### Représentations
Le Cid de Massenet, 27e opéra inspiré par la pièce de Guillén de Castro avant celui de Debussy, est créé le 30 novembre 1885 à l'Opéra de Paris, qui en donnera 53 représentations en deux saisons. La cinquième représentation est reportée à trois semaines, des artistes étant souffrants. En 1887, Vienne entend la version allemande de l'œuvre, et en 1889, Rome en monte la version italienne. En 1890, Le Cid est donné à Paris, au Teatro Argentina de Rome, à Anvers, à Vienne, à Cologne et, en première nord-américaine, à La Nouvelle-Orléans. Il est repris à Paris en 1893. Le Metropolitan Opera de New York le monte en 1897, et pendant sa saison 1897-1898, le Théâtre lyrique de Milan offre cinq opéras de Massenet, dont Le Cid. L'Opéra de Paris reprend l'œuvre en 1911.

### Analyse
« La critique est assez élogieuse dans l'ensemble — bien que surprise par un livret qui réserve une large part aux vers de Corneille mêlés, parfois dans le désordre, à ceux des librettistes (il surprend encore de nos jours). »

Massenet connaît son public et sait ménager ses effets. L'ouverture reprend quelques thèmes qui seront développés par la suite (les « pleurs de Chimène », le thème de saint Jacques), mais se garde de révéler tout de suite l'air de bravoure de Rodrigue (« Ô souverain, ô juge, ô père ») qui apparaît à l'acte III.

## Enregistrements
Enrico Caruso, Georges Thill et Albert Lance ont enregistré quelques extraits de cet opéra. Le premier enregistrement intégral au monde a eu lieu en mars 1976 à la suite des représentations de l'œuvre au Carnegie Hall de New York avec Placido Domingo (Rodrigue) et Grace Bumbry (Chimène).